# Australentulus dituxeni
Australentulus dituxeni är en urinsektsart som beskrevs av Josef Nosek 1978. Australentulus dituxeni ingår i släktet Australentulus och familjen lönntrevfotingar. Inga underarter finns listade.